# Макоциці
Макоциці (пол. Makocice) — село в Польщі, у гміні Прошовиці Прошовицького повіту Малопольського воєводства.
Населення — 358 осіб (2011).
У 1975-1998 роках село належало до Краківського воєводства.

## Демографія
Демографічна структура станом на 31 березня 2011 року:
|          | Загалом | Допрацездатний вік | Працездатний вік | Постпрацездатний вік |
| -------- | ------- | ------------------ | ---------------- | -------------------- |
| Чоловіки | 180     | 46                 | 115              | 19                   |
| Жінки    | 178     | 30                 | 112              | 36                   |
| Разом    | 358     | 76                 | 227              | 55                   |